# Trionymus petiolicola
Trionymus petiolicola är en insektsart som först beskrevs av Morrison 1922.  Trionymus petiolicola ingår i släktet Trionymus och familjen ullsköldlöss.
Artens utbredningsområde är Guyana. Inga underarter finns listade i Catalogue of Life.